# Немцов, Марк Семёнович
Марк Семёнович Немцов (23 ноября 1900, Велиж, Витебская губерния — 7 января 1997, Санкт-Петербург) — советский учёный-химик, один из изобретателей изопренового каучука, лауреат Ленинской премии 1967 года.

## Биография
Родился в семье врача Семёна Борисовича (Залмана Берковича) Немцова (1871—?). Родился в Велиже Витебской губернии (ныне Смоленская область). В 1917 г. окончил с золотой медалью Петербургское коммерческое училище и поступил в Институт инженеров путей сообщения, но проучился только один курс. В 1918—1921 участник Гражданской войны.
В 1928 году окончил химическое отделение Ленинградского политехнического института. В числе его учителей были академики А. Ф. Иоффе, Н. Н. Семенов, А. А. Байков, В. А. Кистяковский, профессора П. П. Федотьев, А. Ф. Добрянский.
Получил направление в лабораторию высоких давлений Института прикладной химии (химик-исследователь, с 1930 г. заведующий сектором гидрогенизации). В 1939 г. присвоена учёная степень доктора химических наук.
Изучал процессы деструктивной гидрогенизации углеводородного сырья, в частности, тяжелых нефтяных остатков и смол.
5 июля 1941 г. арестован, два года провел в тюрьме г. Андижан, в марте 1943 г. вывезен в Москву. Там работал в «Химическом отделении» 4-го Спецотдела НКВД (Шоссе Энтузиастов). Совместно с П. Г. Сергеевым, Р. Ю. Удрисом и Б. Д. Кружаловым открыл принципиально новый высокоэффективный метод получения фенола и ацетона, названый «кумольным».
Разработка кумольного производства фенола и ацетона в 1951 г. удостоена Сталинской премии, но Немцова и Удриса исключили из списка награждённых.
5 июля 1946 г. Немцов был освобожден из заключения и направлен в Институт синтетического каучука в Ленинграде. Там работал до 1963 г.
В 1961 г. открыл реакцию диспропорционирования канифоли.
В 1963 г. вернулся во ВНИИ нефтехимических процессов. В 1964 г. вместе с М. И. Фарберовым разработал и внедрил в производство диоксановый способ получения изопрена.
За комплекс работ по созданию стереорегулярных каучуков в 1967 г. стал лауреатом Ленинской премии (в составе коллектива ученых).
Умер 7 января 1997 года в Санкт-Петербурге.
Жена — Изабелла Иосифовна Немцова.